# Grand Prix w Piłce Siatkowej Kobiet 2000
Grand Prix w piłce siatkowej kobiet 2000 - siatkarski turniej rozegrany w dniach 4-27 sierpnia 2000 r. 
W Grand Prix brało udział 8 reprezentacji narodowych. Finał turniej odbył się w Manili na Filipinach.

## Uczestnicy
| Ameryka Północna/Południowa     | Azja                           | Europa       |
| ------------------------------- | ------------------------------ | ------------ |
| Kuba Brazylia Stany Zjednoczone | Chiny Korea Południowa Japonia | Rosja Włochy |

## Faza eliminacyjna

### Pierwszy weekend

#### Grupa A
Makau
| Data  | Drużyna 1 | Wynik | Drużyna 2         | 1     | 2     | 3     | 4     | 5     | * |
| ----- | --------- | ----- | ----------------- | ----- | ----- | ----- | ----- | ----- | - |
| 04.08 | Chiny     | 3:0   | Japonia           | 25:14 | 25:20 | 25:16 |       |       |   |
| 04.08 | Brazylia  | 3:0   | Stany Zjednoczone | 25:23 | 25:16 | 25:15 |       |       |   |
| 05.08 | Chiny     | 3:1   | Stany Zjednoczone | 25:27 | 25:15 | 25:16 | 25:21 |       |   |
| 05.08 | Japonia   | 0:3   | Brazylia          | 35:37 | 18:25 | 21:25 |       |       |   |
| 06.08 | Japonia   | 0:3   | Stany Zjednoczone | 18:25 | 17:25 | 24:26 |       |       |   |
| 06.08 | Chiny     | 2:3   | Brazylia          | 22:25 | 25:27 | 25:23 | 25:18 | 14:16 |   |

#### Grupa B
Tajlandia
| Data  | Drużyna 1        | Wynik | Drużyna 2        | 1     | 2     | 3     | 4     | 5     | * |
| ----- | ---------------- | ----- | ---------------- | ----- | ----- | ----- | ----- | ----- | - |
| 04.08 | Kuba             | 3:2   | Włochy           | 25:18 | 16:25 | 25:21 | 23:25 | 15:12 |   |
| 04.08 | Rosja            | 3:2   | Korea Południowa | 20:25 | 25:22 | 25:11 | 25:27 | 15:10 |   |
| 05.08 | Włochy           | 0:3   | Rosja            | 17:25 | 23:25 | 21:25 |       |       |   |
| 05.08 | Korea Południowa | 0:3   | Kuba             | 20:25 | 17:25 | 17:25 |       |       |   |
| 06.08 | Kuba             | 3:0   | Rosja            | 25:18 | 25:22 | 25:1  |       |       |   |
| 06.08 | Korea Południowa | 3:0   | Włochy           | 25:21 | 25:18 | 25:18 |       |       |   |

### Drugi weekend

#### Grupa C
Tajwan
| Data  | Drużyna 1 | Wynik | Drużyna 2 | 1     | 2     | 3     | 4     | 5     | * |
| ----- | --------- | ----- | --------- | ----- | ----- | ----- | ----- | ----- | - |
| 11.08 | Brazylia  | 3:0   | Japonia   | 25:19 | 25:19 | 25:20 |       |       |   |
| 11.08 | Włochy    | 0:3   | Rosja     | 15:25 | 18:25 | 16:25 |       |       |   |
| 12.08 | Japonia   | 0:3   | Rosja     | 16:25 | 11:25 | 20:25 |       |       |   |
| 12.08 | Włochy    | 0:3   | Brazylia  | 17:25 | 23:25 | 18:25 |       |       |   |
| 13.08 | Japonia   | 2:3   | Włochy    | 25:19 | 26:24 | 22:25 | 15:25 | 15:17 |   |
| 13.08 | Rosja     | 3:0   | Brazylia  | 25:23 | 25:21 | 25:21 |       |       |   |

#### Grupa D
Malezja
| Data  | Drużyna 1         | Wynik | Drużyna 2         | 1     | 2     | 3     | 4     | 5     | * |
| ----- | ----------------- | ----- | ----------------- | ----- | ----- | ----- | ----- | ----- | - |
| 11.08 | Stany Zjednoczone | 1:3   | Chiny             | 25:22 | 21:25 | 22:25 | 22:25 |       |   |
| 11.08 | Kuba              | 3:1   | Korea Południowa  | 19:25 | 25:19 | 25:17 | 25:23 |       |   |
| 12.08 | Stany Zjednoczone | 0:3   | Kuba              | 23:25 | 23:25 | 16:25 |       |       |   |
| 12.08 | Korea Południowa  | 3:2   | Chiny             | 21:25 | 25:15 | 25:21 | 23:25 | 15:10 |   |
| 13.08 | Korea Południowa  | 1:3   | Stany Zjednoczone | 25:20 | 23:25 | 22:25 | 21:25 |       |   |
| 13.08 | Kuba              | 3:0   | Chiny             | 25:22 | 25:19 | 25:18 |       |       |   |

### Trzeci weekend

#### Grupa E
Chiny
| Data  | Drużyna 1         | Wynik | Drużyna 2         | 1     | 2     | 3     | 4     | 5     | * |
| ----- | ----------------- | ----- | ----------------- | ----- | ----- | ----- | ----- | ----- | - |
| 18.08 | Chiny             | 2:3   | Stany Zjednoczone | 28:26 | 20:25 | 25:22 | 18:25 | 12:15 |   |
| 18.08 | Kuba              | 3:0   | Japonia           | 25:13 | 25:18 | 25:19 |       |       |   |
| 19.08 | Japonia           | 0:3   | Chiny             | 15:25 | 18:25 | 23:25 |       |       |   |
| 19.08 | Kuba              | 3:1   | Stany Zjednoczone | 25:15 | 25:23 | 23:25 | 25:17 |       |   |
| 20.08 | Chiny             | 0:3   | Kuba              | 20:25 | 20:25 | 21:25 |       |       |   |
| 20.08 | Stany Zjednoczone | 3:1   | Japonia           | 21:25 | 25:14 | 25:17 | 25:21 |       |   |

#### Grupa F
Filipiny
| Data  | Drużyna 1        | Wynik | Drużyna 2        | 1     | 2     | 3     | 4     | 5     | * |
| ----- | ---------------- | ----- | ---------------- | ----- | ----- | ----- | ----- | ----- | - |
| 18.08 | Brazylia         | 3:0   | Włochy           | 25:14 | 25:20 | 25:21 |       |       |   |
| 18.08 | Korea Południowa | 2:3   | Rosja            | 21:25 | 25:19 | 25:18 | 19:25 | 13:15 |   |
| 18.08 | Włochy           | 1:3   | Rosja            | 18:25 | 25:20 | 14:25 | 19:25 |       |   |
| 18.08 | Korea Południowa | 0:3   | Brazylia         | 17:25 | 22:25 | 27:29 |       |       |   |
| 18.08 | Włochy           | 0:3   | Korea Południowa | 23:25 | 17:25 | 24:26 |       |       |   |
| 18.08 | Brazylia         | 2:3   | Rosja            | 18:25 | 25:18 | 25:20 | 19:25 | 17:19 |   |

### Tabela fazy eliminacyjnej
| Lp. | Drużyna           | Pkt | Mecze | Mecze | Mecze | Sety | Sety | Sety  | Małe punkty | Małe punkty | Małe punkty |
| Lp. | Drużyna           | Pkt | M     | W     | P     | wyg. | prz. | ratio | zdob.       | str.        | ratio       |
| --- | ----------------- | --- | ----- | ----- | ----- | ---- | ---- | ----- | ----------- | ----------- | ----------- |
| 1   | Kuba              | 18  | 9     | 9     | 0     | 27   | 4    | 6.750 | 746         | 607         | 1.229       |
| 2   | Rosja             | 17  | 9     | 8     | 1     | 24   | 10   | 2.400 | 770         | 675         | 1.141       |
| 3   | Brazylia          | 16  | 9     | 7     | 2     | 23   | 8    | 2.875 | 744         | 658         | 1.131       |
| 4   | Chiny             | 13  | 9     | 4     | 5     | 18   | 17   | 1.059 | 777         | 756         | 1.028       |
| 5   | Stany Zjednoczone | 13  | 9     | 4     | 5     | 15   | 19   | 0.789 | 745         | 775         | 0.961       |
| 6   | Korea Południowa  | 12  | 9     | 3     | 6     | 15   | 20   | 0.750 | 753         | 772         | 0.975       |
| 7   | Włochy            | 10  | 9     | 1     | 8     | 6    | 26   | 0.231 | 631         | 753         | 0.838       |
| 8   | Japonia           | 9   | 9     | 0     | 9     | 3    | 27   | 0.111 | 574         | 744         | 0.772       |

Źródło: 
Punktacja: zwycięstwo – 2 pkt; porażka – 1 pkt
     awans do półfinału

## Faza finałowa

### Mecze o miejsca 5-8
| Data  | Drużyna 1         | Wynik | Drużyna 2 | 1     | 2     | 3     | 4     | 5 | * |
| ----- | ----------------- | ----- | --------- | ----- | ----- | ----- | ----- | - | - |
| 24.08 | Stany Zjednoczone | 3:0   | Japonia   | 27:25 | 25:22 | 25:23 |       |   |   |
| 24.08 | Korea Południowa  | 3:1   | Włochy    | 25:20 | 24:26 | 25:18 | 25:17 |   |   |

### Mecz o 7. miejsce
| Data  | Drużyna 1 | Wynik | Drużyna 2 | 1     | 2     | 3     | 4     | 5 | * |
| ----- | --------- | ----- | --------- | ----- | ----- | ----- | ----- | - | - |
| 25.08 | Włochy    | 3:1   | Japonia   | 19:25 | 25:21 | 25:11 | 25:19 |   |   |

### Mecz o 5. miejsce
| Data  | Drużyna 1        | Wynik | Drużyna 2         | 1     | 2     | 3     | 4 | 5 | * |
| ----- | ---------------- | ----- | ----------------- | ----- | ----- | ----- | - | - | - |
| 25.08 | Korea Południowa | 3:0   | Stany Zjednoczone | 25:23 | 25:23 | 25:19 |   |   |   |

### Półfinał
| Data  | Drużyna 1 | Wynik | Drużyna 2 | 1     | 2     | 3     | 4     | 5 | * |
| ----- | --------- | ----- | --------- | ----- | ----- | ----- | ----- | - | - |
| 26.08 | Rosja     | 3:0   | Brazylia  | 25:20 | 25:23 | 25:22 |       |   |   |
| 26.08 | Kuba      | 3:1   | Chiny     | 25:19 | 25:21 | 16:25 | 35:33 |   |   |

### Mecz o 3. miejsce
| Data  | Drużyna 1 | Wynik | Drużyna 2 | 1     | 2     | 3     | 4     | 5 | * |
| ----- | --------- | ----- | --------- | ----- | ----- | ----- | ----- | - | - |
| 27.08 | Brazylia  | 3:1   | Chiny     | 12:25 | 25:13 | 25:19 | 25:18 |   |   |

### Finał
| Data  | Drużyna 1 | Wynik | Drużyna 2 | 1     | 2     | 3     | 4     | 5 | * |
| ----- | --------- | ----- | --------- | ----- | ----- | ----- | ----- | - | - |
| 27.08 | Kuba      | 3:1   | Rosja     | 21:25 | 25:15 | 25:23 | 25:21 |   |   |

## Klasyfikacja końcowa
| Miejsce | Reprezentacja     |
| ------- | ----------------- |
| złoto   | Kuba              |
| srebro  | Rosja             |
| brąz    | Brazylia          |
| 4.      | Chiny             |
| 5.      | Korea Południowa  |
| 6.      | Stany Zjednoczone |
| 7.      | Włochy            |
| 8.      | Japonia           |